# Wladimir Dmitrijewitsch Swertschkow
Wladimir Dmitrijewitsch Swertschkow, traditionell auch Wladimir von Schwertschkoff oder Swertschkoff, russisch Владимир Дмитриевич Сверчков, wiss. Transliteration Vladimir Dmitrievič Sverčkov (* 4. September 1821 in Loviisa im Großfürstentum Finnland; † 14. Juli 1888 in Florenz) war ein hauptsächlich in Deutschland wirkender russischer Künstler und Kunstagent.

## Leben

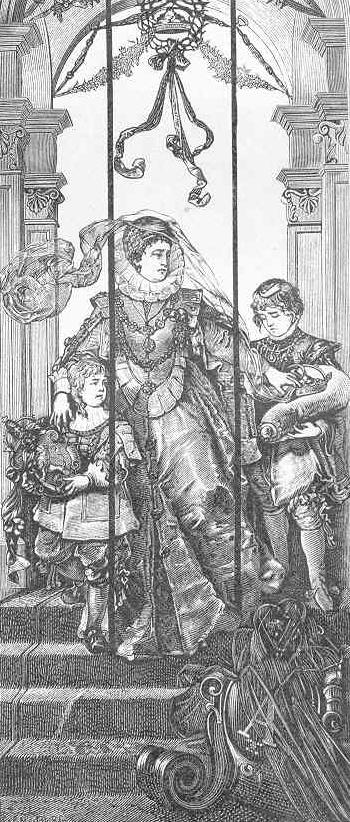
Karin Månsdotter und zwei ihrer Söhne; Entwurf von für ein Glasgemälde in der Domkirche von Turku, 1870

„Der in Loviisa geborene Wladimir Swertschkoff wuchs mit seinem Vater, Generalmajor Dmitry Feodorovits Swertschkoff und seiner Mutter Katariina (geborene Jaenisch) aus Vyborg in Ojamo’s Villa in Lohja, Finnland auf. Wladimir ging in Turku zur Schule, wo er auch seine künstlerische Ausbildung an der Wende von 1830–1840 begann. Sein Lehrer war der aus Trondheim nach Finnland umgezogene Thomas Joachim Legler (1806–1873). Swertschkoff folgte seinem Vater und begann seine militärische Laufbahn in der russisch-kaiserlichen Armee in Helsinki, die aber schon nach kurzer Zeit endete. Er setzte sein Zeichnungsstudium unter der Leitung von P. A. Kruskopf fort. Seine militärische Karriere endete am Anfang der 1840er Jahre wegen eines Skandals bzgl. des Tragens der Fahne. Swertschkoff floh durch Schweden nach Lübeck und kam schließlich in dem bekannten Kunstzentrum in München an“.
1845/1846 weilte er in Rom. Dort nahm er als „Trommler“ an den Cervarofesten des Deutschen Künstlervereins teil.
Er ließ sich in Oberschleißheim nieder, begann mit der Glasmalerei und eröffnete eine eigene Werkstatt in der Freisinger Straße 28 und 29. Die von ihm hier errichtete repräsentative Villa wird bis heute als Villa Swertschkoff bezeichnet.
„Von diesen Wohnhäusern ist besonders jenes des russischen Malers von Swertschkoff das äußerste gegen Osten an der Dachauer-Freisinger Heerstraße, gegenüber der Mitte der nördlichen Schloßgartenmauer gelegen, hervorzuheben. Es wurde im Jahre 1861 aufgeführt, enthält prachtvolle Gemächer, einen Wintergarten und alterthümliche Meubel, Thüren, Oefen*, Schlößer, schöne Bilder und Blumen etc. Eine Schöne, separiert stehende Gärtnerwohnung, Treibhäuser, Stall mit Taubenhaus etc. geben dem Ganzen einen gehäbigen Anstrich. In neuester Zeit hat von Swertschkoff in seinem Anwesen eine Glasmalerei eingerichtet, deren Erzeugnisse gerechten Anspruch auf Kunstwerth machen kann. Das ganze Besitzthum wurde mit großem Aufwande von Geldmitteln auf dem unwirthsamsten Boden Schleißheims hergestellt. Der 12 Tagwerk** große Garten hat, außer sehr sorgfältig gepflegten Blumenbeeten, Bosqueten und Wegen, kleine Weiher und fließende Bächleins mit Schwänen. Durch den Besitzer dieses kostspieligen Anwesens erhalten viele arme Taglöhner Arbeit und Verdienst“.
Nach wechselvoller Geschichte und jahrelangem Verfall wurde sie 2006 restauriert. Von 1868 bis 1873 arbeitete der spätere Hofglasmaler Karl de Bouché in seiner Werkstatt.
Neben seiner Glasmalerei war Swertschkoff als Kunstagent tätig. Sein größter Auftrag war 1868/69 die komplette Einrichtung des Palais Stieglitz für den Bankier Alexander von Stieglitz in St. Petersburg. Dafür konnte er unter anderem Hans von Marées und Moritz von Schwind (Kaminbild Diana und ihre Gefährtinnen) gewinnen.
1873 zeigte Swertschkow Produkte seiner Werkstatt auf der Weltausstellung in Wien und reiste von dort nach Florenz, wo er Stillleben und Blumenbilder malte. In Florenz erwarb oder erbaute er den Palazzo dei Pittori, wo er zahlreiche Künstlerfreunde beherbergte. Der Maler Arnold Böcklin bezog vom Herbst 1874 bis April 1885 dort ein Atelier und schuf unter anderem das Gemälde Schlafende Diana, von zwei Faunen belauscht sowie fünf Fassungen der Toteninsel.
1876 wurde Swertschkoff mit einer Silbermedaille vom Zaren geehrt.
Swertschkow starb in Florenz und wurde hier auf dem protestantischen Friedhof begraben.

## Werk
„Swertschkoff begann sein Studium an der St. Petersburger Akademie der bildenden Künste im Jahre 1842, er spezialisierte sich auf Qualitätsbilder und militärische Themen. Er komplettierte sein Studium auf eigene Kosten in Rom in 1844–1846 als Student vom Maler Moller, der sich auf militärische Themen spezialisiert hatte. Die folgenden Jahre 1847–1848 verbrachte Swertschkoff in München mit seinem Freund Johan Christ Böklund (1817–1880). Der Legende nach hörte  Swertschkoff in einem Café in München wie ein deutscher Student über die russische Armee und das Feudalsystem von Kaiser Nikolai I. zur Unterstützung der ungarischen Politik spottete. Swertschkoff mischte sich in die Situation ein, die zuerst in einen Streit führte, dann zu einem Duell, und zwang ihn schließlich, das Land zu verlassen. Dieses Gerücht von einem Künstler, der seinen Kaiser verteidigt, bestätigte seine Popularität in Russland und brach vermutlich für ihn auch Aufträge. Nachdem er im Jahr 1848 nach Russland zurückkehrte, konzentrierte er sich in der Kunstsammlung der Eremitage auf das Kopieren der Meisterwerke alter Künstler wie Rembrandt. Er wurde im Jahr 1849 mit der großen Silbermedaille von der St. Petersburger Akademie der Künste und im folgenden Jahr mit der kleinen Goldmedaille ausgezeichnet. Die letztere Aufzeichnung wurde für das Gemälde von der inneren Wache des Winterpalais in St. Petersburg gegeben.“ [1]
„Swertschkoff bewahrte immer gute Beziehungen zu Finnland. Er wurde zurück in seine Heimat gebeten, um die Ereignisse des ersten Medienkrieges der Welt zu illustrieren, dem Krimkrieg (1854–1856). Es folgten Zeichnungen von militärischen Operationen und Porträts von erfolgreichen Soldaten im Kampf. Die siebenteilige Lithographie „Skizzer ur kriget i Finnland“ 1854 (1855) gehört zu den frühen Publikationen über „Krim-Krieg“ und Finnland“ [1].
„Der Ruf des Künstlers, der bei dem russischen Hof beliebt war, wurde weiterhin verstärkt, als er von der Russischen Akademie der Künste im Jahre 1856 die Goldmedaille für das Gemälde von der Interieur des Dogenpalastes, bekam. Die Medaille war verbunden mit einem Reisestipendium von sechs Jahren, welches für Swertschkoff eine Reise nach Deutschland ermöglichte, vermutlich nach Dresden und Kassel, wo er seine Interessen an qualitativen Bildern und Rembrandt-Gemälden fortsetzte. Die in den Kasseler Gemäldegalerien nach den Originalwerken von Rembrandt gemalten Kopien könnten ein Teil von seiner früheren Produktion sein, in welchem Fall sie entstanden sind, bevor er zurück nach Russland kehrte, d. h. zwischen den Jahren 1844–1848. Der Künstler setzte seine Studienreise von Deutschland nach Paris möglicherweise schon im Jahr 1857 fort und arbeitete dort als Schüler im Atelier von Thomas Couture, vermutlich in 1858–1859.“[1]
Kopien und die Entstehung von Kunst in öffentlichen Museen
„Die Arbeit eines Künstlers begann sich zur beruflichen Tätigkeit in den 1800er Jahren zu ändern. In der Vergangenheit waren die Künstler dem Gildensystem verbunden, und malten nur Aufträge, z. B. Altarbilder für Kirchen oder Porträts für Adel. Die soziale Modernisierung stellte den Künstlern eine neue Rolle vor, und für deren Bedürfnisse musste ein neues Umfeld gestaltet werden. Ohne organisierte Ausstellungen oder Museen gab es kein öffentliches Publikum für die Werke von unabhängigen Künstlern. Die großen Kunstsammlungen von Königen oder Fürsten waren nur für wenige Künstler erreichbar. Die Eröffnung der Kunstsammlungen von der Zarenfamilie, die im Laufe der Jahrhunderte gesammelt wurde, für die Öffentlichkeit, bot die Gelegenheit, Kunst im Russischen Reich zu sehen. Die Situation war überall ziemlich ähnlich, da die Eremitage in St. Petersburg erst das vierte öffentliche Kunstmuseum in Europa war, als sie im Jahr 1853 eröffnet wurde“ [1].
„Wahrscheinlich durften die Studenten der St. Petersburger Akademie der bildenden Künste schon vor der öffentlichen Eröffnung des Museums die kaiserlichen Kunstschätze kopieren. Die sich erst in den Anfangsphasen befindende europäische Kunstszene und Museumkultur benötigte gute Kopien von kunsthistorisch relevanten Gemälden. Die Nachfrage der Kopien wurde durch den Gedanken gestärkt, dass das Anschauen der Kopien von kunsthistorisch bemerkenswerten Meisterwerken besser die Entwicklung des Kunstgeschmacks vom breiten Publikum sicherte als die Gemälden der Künstler der Gegenwart, die noch keinen kunsthistorischen Wert hatten.“ [1]
„Swertschkoff begann seine privaten Zeichnungsstudien an der Wende von 1830–1840 auf einem noch recht bescheidenen Kunstfeld. Der Start für den finnischen Kunstunterricht war als in Turku im Jahr 1830 eine Zeichnungsschule  gegründet wurde – unterstützt durch die Malerguilde - nur drei Jahre nachdem ein Brand die Stadt zerstörte. Das Studium  begann mit dem Kopieren von einfachen gedruckten Modellbildern, die weitere Stufe waren die Kupferstiche und die dreidimensionalen Gipsmodelle. Nach der Gründung des finnischen Kunstvereins im Jahr 1846 wurden die Ziele mehr in Richtung akademische Tradition geändert. Es gab jedoch weder Live-Modelle, noch wie die Möglichkeit, echte Meisterwerke oder anständige Kopien von denen zu sehen. Dadurch war in der finnischen Kunstszene der Bedarf für Kopien der berühmten Meisterwerke sehr groß. Die Kopien waren von unterschiedlicher Qualität, aber solche, die direkt von einem echten Gemälde kopiert wurden, waren definitiv die wertvollsten.“ [1]
„Auf der Rückseite von 11 der an die Stadt Turku gespendeten Kopien ist ein rotes Siegel, in der Mitte dessen ist der zweiköpfige Adler von der offiziellen russisch-kaiserlichen Wappen. Um den Adler herum ist in kyrillischen Buchstaben der Text: „Die russisch-kaiserliche Eremitage“. Das Siegel ist ein Zeichen für eine echte im Kunstmuseum gefertigte Kopie. In der Eremitage durfte nicht einfach jeder die Kunstschätze des Museums zu kopieren, sondern die Person benötigte eine Genehmigung durch den Museumsdirektor oder den für die Sammlung verantwortlichen Beamten. Erst nachdem durfte ein Künstler sein Malerwerkzeug vor dem zu kopierenden Gemälde bereitstellen. Falls eine Kopie qualitativ gut genug war, wurde das Gemälde mit dem Siegel auf der Rückseite für eine offizielle Genehmigung markiert. Die Gemälde der Kunstsammlung von der Stadt Turku zeigen auf der Rückseite zwar nur Reste der Papiere die zu dem Siegeln befestigt waren.“[1]
„Als Maler der Originalmodelle von den Kopien in der Kunstsammlung der Stadt Turku wurde der niederländische Meister Rembrandt van Rijn (1606–1669) benannt. Heute wird ein Teil der Originalwerke mit den Werken von der Fakultät von Rembrandt kombiniert und ein Gemälde wiederum mit der Produktion von Anthony van Dyck (1599–1641). Swertschkoff zog endgültig nach St. Petersburg im Jahr 1856 um, damit sind wenigstens alle Kunstwerke in der Kunstsammlung der Stadt Turku, die mit dem roten Siegel der Eremitage versehen sind davor gefertigt, also zwischen den Jahren 1842–1856. Als Swertschkoff St. Petersburg verließ, war die Eremitage seit etwa drei Jahren für das Publikum geöffnet. Somit sind seine Rembrandt-Kopien sehr frühe, kunst- und kulturhistorisch bedeutende Werke für die finnische Kunsthistorie.“[1]
Anspruchsvoller Maler von hoch-qualitativen Bildern
„Swertschkoff hat schon in der Akademie St. Petersburg hoch-qualitative Bilder gemalt und machte auf der gleichen Linie während der gesamten Dauer des 1850 weiter. Abgesehen von den oben genannten Kopien können alle Swertschkoff Gemälde als sogenannte Genremalerei kategorisiert werden. Alle außer einem der Werke sind auf einem Hintergrund aus Holz gemalt, die mit einem Holzkreuz gestärkt sind und zeigen eine extrem genaue akademische Malmethode. Fünf der Werke zeigen einen intimen Innenraum mit Menschen beim Arbeiten. Die zurückgehalte und harmonische Atmosphäre der Bilder ist in der für niederländische Qualitätsbilder typisches warmem Licht gemalt.“[1]
„Das kleine und sehr genau gemalte Bild „Chorknabe“ (1848) ist das älteste Gemälde von  Wäino Aaltonen Museum (ein Teil der Kunstsammlung der Stadt Turku). Das mitfühlend gemalte Bild zeigt ein in einer Soutane gekleidetes Kind kniend auf dem mit buntem Stoff bedeckten Altarpodium. Er folgt fromm der Messe und scheint ernsthaft mit seinem Weihrauchbehälter eifrig darauf zu warten, wann er dran ist. Das zweitälteste Gemälde der Sammlung ist das im Jahr 1849 fertig gewordenes Porträt von dem Münchner Friedrich Kaulbach von der Frau von Swertschkoff in einer Tirolertracht. Dieses Gemälde ist neben den Werken von Swertschkoff ein Teil der Spendensammlung von Polovtsova.“[1]
„In der Sammlung sind zwei Gemälde von dem folgenden Jahr. „Stall“ (1850) ist das einzige Gemälde in der Swertschkoff-Sammlung von Turku, die das alltägliche Leben des Volkes zeigt. Trotz der Kargheit des Steingebäudes ist die Atmosphäre im Gemälde sanft. In der Mitte des Gemäldes ist ein kleines Kind, das Tauben füttert. Das Pferd im Hintergrund beobachtet die Situation wie ein fürsorglicher Pfleger des Kindes. Durch das Museum genanntes Gemälde „Ein Mann, der die städtische Landschaft zeichnet“ ist ein Gemälde „gefärbt“ durch den romantischen Historismus. Ein Mann gekleidet in einem Renaissance-Kostüm sitzt auf dem Steingeländer einer mit Weinreben bedeckten Terrasse und zeichnet die Stadt Rom, die unter seinen Füßen in Abendrot gezeigt wird. Swertschkoff arbeitete zumindest in den Jahren 1844–1846 in Rom und von dort reiste er über Wien nach München. Während seiner Reise machte er Detail- und Landschaftsskizzen nach dem akademischen Stil. Jedoch wurde das endgültige Gemälde in einem Studio fertiggestellt, oft war das eine Kombination von mehreren Skizzen. Während der Reise wurde der Druck der politische Aufruhr in Europa immer größer. Die Situation spitzte sich zu im Jahr 1848, als Frankreich zur Republik erklärt wurde  und Swertschkoff nach einem Duell nach St. Petersburg zurückkehrte. Die Unruhe der religiösen und politischen Extremisten könnte die Skizzen des Künstlers und die Symbolik des Themas beeinflusst haben. Das ganze Gebiet von Italien wurde in kleine Staaten geteilt, die alle eine Vereinigung forderten. Die protestantischen Länder verfolgten ihre eigenen Interessen, und versuchten einen Keil auf der anderen Seite zwischen dem Papst und der katholischen Kirche, auf der anderen Seite zwischen den Anhängern aufstandfordernden Befreiungsbewegungen zu setzen. Der auf dem Gemälde zeigte Künstler zeichnet die Basilika St. Peter. Auf der Terrasse steht ein roter Stuhl mit einer hohen Rückenlehne, wie ein leerer Thron- oder Pabstsitz. Die Renaissance war das goldene Zeitalter der katholischen Kirche, welches auf dem Gemälde mit Hilfe der melancholischen Abendlicht dargestellt wird.“[1]
„Die Jahreszahlen der Signaturen auf den zwei Gemälden namens „Interieur“ (Inventarnummer 3744 und 3748), die ein Teil der Sammlung sind, sind mit der Zeit verblasst. Obwohl es noch keine genaue Zeit für den Aufenthalt des Künstlers in Paris während seines Studiums und der Arbeit existiert, wurden diese Gemälde vermutlich die Jahre 1856–1859 produziert. „Innenansicht“ (Inventarnummer  3748) ist lt. der Kennzeichnung auf dem Gemälde  in Paris gemalt, vermutlich im Jahr 1857. Das Werk zeigt eine brieflesende junge Frau in einem hellblauen Kleid vor einem mit Reliefarbeiten dekorierten Kamin. Ein alter Mann hört auf die Nachricht tief in einem Sessel verloren, mit gesenktem Kopf stützt er sich auf seinem Stock. Die Möbel im Zimmer erzeugen eine narrative Tiefe in das Bild. Neben dem Kamin ist ein leerer Stuhl, dessen Rückenlehne mit einem schwarzen Tuch abgedeckt ist, wie ein Zeichen für Trauer. Der Kamin ist mit Reliefarbeiten geschmückt, auf deren Seiten sind Kriegstrophäen zu finden. Ein Fluss in der Mitte der Reliefarbeit teilt sie in zwei Teile, auf der linken Seite ein wilder Wald, auf der rechten Seite dominiert die klassizistische Architektur. In einem mit einem römischen Gewölbe geschmückten Raum sitzen vier Frauen, die sich entweder auf ein Bad oder möglicherweise auf eine Zeremonie vorbereiten. Die keltische  Cernunnos-Gottheit streckt seine Hand auf der linken Seite zu der zentralen Figur der Frauengruppe. Diese hirschköpfige Figur symbolisiert Männlichkeit und möglicherweise in diesem Fall auch die wilde Gegenkraft zu der klassizistischen römischen Tradition. Hat Swertschkoff in der Dekoration des Kamins das kulturell und politisch geteilte Europa in einer symbolischen Ehe oder Versöhnung zwischen Norden und Süden dargestellt? In dieser Interpretation kann dieses schwermütige Gemälde als eine Darstellung einer Situation betrachtet werden, in der gerade eine Trauernachricht, möglicherweise von der Front, erhalten worden ist. Die Nachricht wird von den Personen das Schicksal akzeptierend ruhig empfangen.“[1]
„Das Gemälde „Innenansicht“ (Inventarnummer 3744) zeigt einen jungen Mann die Treppe aufsteigend, der eine dekorativ mit Trauben, Äpfeln und Blättern gefüllte Schüssel trägt. Der in einer Hoftracht hübsch gekleidete Junge ist angeblich Dienstjunge, das würde zumindest das über den rechten Arm geworfene weiße Handtuch andeuten. Der junge Mann wird von Hinweisen auf die moralische Anforderungen und den Respekt von Vorfahren umgerahmt. Auf dem Geländer der Teppen ist eine brillante Skulptur von einer weiblichen Heilige. Die Wände sind mit Ritterausrüstung geschmückt. Auf der Rückwand ist ein Gemälde mit großen und prunkvollen Rahmen, welches eine in schwarzem Anzug mit weißen Kragen gekleidete würdevolle Person zeigt. Wie alle erotischen Moralbilder, das Worum es im Bild tatsächlich geht, wird nur als Anspielung gezeigt. Auf der Landung ist ein Stuhl, auf dessen Rückenlehne ein mit einer Feder geschmückter Hut und ein Schwert eines männlichen Besuchers liegen. Das Gewand, welches die Identität des Besuchers versteckt hat, ruht auf dem Geländer. Wurde der Dienstjunge mit seiner mit süßen und auf Sünde andeutenden Leckereien gefüllten Schüssel ein unfreiwilliger Zeuge des geheimnisvollen Treffens ihrer Herrin und seinem Besucher? Er hat zumindest seinen Blick verwirrt gesenkt.“[1]
„Die Bilder mit Holzpaneelen und historischen Referenzen von Swertschkoff können unter dem Aspekt der akademischen Tradition der deutschen Romantik betrachtet werden. Bei der Analyse der Werke des Künstlers darf seine Verbindung zu den Werken des Künstlerkreises an der Münchner Akademie nicht vergessen werden. Es ist jedoch klar, dass Swertschkoff auch andere künstlerische Bewegungen verfolgte. In seinem Buch über die Kunst von Thomas Couture verbindet der amerikanische Kunsthistoriker Albert Boime Swertschkoff mit der französischen Malereitradition. Nach Angaben des Historikers arbeitete Swertschkoff im Jahr 1858 in dem Schüleratelier von Couture und hat viele Einflüsse mitgenommen, insbesondere für seine Stilllebenmalerei. Das waren nicht die einzigen Bilder mit französischem Einfluss, da wie oben beschrieben, strahlt das Gemälde „Innenansicht“ Hinweise auf  einen erotischen Pariser Kunstsalon der 1800-Jahre.“[1]
„Swertschkoff scheint gegen Ende der 1850er Jahre von der extrem präzisen Pinselführung der deutschen Qualitätsbilder befreit geworden sein. Dies ist besonders sichtbar in dem einzig auf der Leinwand gemalten Originalbild der Sammlung sichtbar. „Die in blau gekleidete Frau“ vom Jahr 1860, ist ein Bild gemalt in dem für den damaligen Pariser Kunstsalon typischen Rokoko-Stil. In dem Gemälde wird eine Situation entweder in einem Museum oder im luxuriösen Sammlungsraum eines Kunstsammlers. Eine in gepuderte Perücke und ein hellblaues breites Kleid aus Seide gekleidete zierliche junge Frau lehnt auf einen hohen Tisch und überprüft die Abmessungen eines vergoldeten Amors und verwendet ihren Griffel als Maßstab. Im Hintergrund ist ein großes Gemälde oder großer Wandteppich, welcher eine klassizistische Allegorie zeigt. Obwohl die Geschichte der Swertschkoff Malereien der Kunstsammlung der Stadt Turku wenig untersucht wurde, können sie in der ausgezeichneten Qualität als Teil der finnischen wissenschaftlichen Bildqualität in den frühen betrachtet werden.“[1]
Meister der Glasmalerei
„Swertschkoff gegründete im Jahre 1860 ein Studio in der Nähe von München in Schleißheim (Anm.: die Villa Swertschkoff), welches auf die Dekoration der Innenräume spezialisiert ist. Berühmter war er dennoch mit seinem Studio spezialisiert auf Glasmalerei, das um die Jahre 1863–1867 aktiv wurde. Er interessierte sich auf die Suche der Lösungen für die technischen Probleme der Glasmalerei und er suchte aktiv nach neuen Methoden in dem fast industriell arbeitenden Studio. Sein Studio wurde sehr beliebt und seine Werke wurden aus verschiedenen Teilen Europas erworben. Große Auftragswerke wurden aus London, Berlin und Russland bestellt, sowohl für die das große Konferenzsaal der St. Petersburger Akademie als auch für die Räumlichkeiten von Moskauer Kreml. Da der Handel rege und profitabel war, erweiterte Swertschkoff seine Malerei mit dem Kauf von Anton Knoll’s Glasmalerei in Florenz. Aus gesundheitlichen Gründen zog nach Italien um im Jahr 1873. Er versuchte noch einmal im Jahr 1878 nach München Bogenhausen zurückzukehren, kam aber bald wieder nach Florenz zurück.“[1]
„Die bekanntesten Werke von Swertschkoff in Finnland sind die für die Kathedrale von Turku gespendeten Glasfenster. Das große Fenster in dem einen Teil der Kaarina Kirche, das die Tochter von Magnusson zeigt, wurde in 1870-1871 in dem Schleissheim Studio gebaut. Der Künstler zog nach Florenz im Jahre 1873, wo er wahrscheinlich die nächsten für Turku gespendeten Werke vervollständigte. Die Buntglasfenster der Tavast Friedhofskapelle kamen in Finnland in 1876 an. Nach dieser wurden noch in die Kapellen von Horn, Tott und Stålhandske die festlichen Fensterdekorationen installiert.“[1]
„In seinen letzten Jahren konzentrierte sich Swertschkoff anstelle von  der Führung vom Glasstudio auf die freie Malerei. Obwohl er in Italien wohnte, nahm er dennoch an den Ausstellungen in Helsinki noch im Jahr 1879 und 1885 teil. Arrangements waren das Thema der Ausstellungen, deren Stil realistischer und bunter verglichen mit den früheren Arbeiten wurde. Diese Produktionen können von der spanischen Kunst beeinflusst worden sein, welche recht populär in der europäischen Kunstszene in der Mitte der 1850er. In den letzten Werken standen Fische als Modell.“[1]
„Swertschkoff starb in Florenz im Jahr 1888. Drei Jahre zuvor, vermachte er die Kunstsammlung aus seinem Studio an die Kunstschule Stieglitz in St. Petersburg. Die Kopien der Rembrandt-Werke verkaufte er an einen ehemaligen Schüler, Frau Nadezgda Polovtsova, deren Tochter Generalgouverneur Herzog Obolenskij aus Finnland verheiratet war. Diese Beziehungen haben es beeinflusst, dass Frau Polovtsova die Gemälde von Swertschkoff an Finnland spenden wollte. Der finnische Kunstverein war auf die Sammlung interessiert, aber die Interesse von Swertschkoff seinerseits an der Stadt Turku und dem Dom bewirkten, dass Frau Polovtsova die Werke an die Stadt Turku gespendete. Die Werke wurden in das im Jahr 1904 geöffnete Turku Kunstmuseum gebracht, wurden aber im Jahr 1923 an die Turku Hauptbibliothek weitergegeben. Leider wurden die gespendeten feinen und filigranen Werke jahrelang in Räumlichkeiten gelagert, die den Anforderungen für die Lagerung von solchen Museumskunststücke nicht entsprechen. Diese wertvollen Werke und deren Rahmen werden nach und nach mit dem Ziel konserviert, sie in dem sogenannten „Haus der Kunst“ der alten Hauptbibliothek von Turku auch in der Zukunft für das Publikum zu zeigen. Das Alter der Werke setzt Begrenzungen und zum Schutz  der Werke wird der Öffentlichkeit eine Serie von sieben Werken in der Rotunde des „Haus der Kunst“ zum Anschauen gestellt, welche alle ein paar Jahre gewechselt wird.“[1]

### Mappen
- Eskizy voiny v Finlandii 1854 Goda / Teckningar ur kriget i Finnland ar 1854. St. Petersburg 1854
- 8 ganze gemalte Fenster mit religiösen und historischen Darstellungen und Ornamenten, ausgeführt oder projektiert in der Glasmalerei-Werkstätte von W. v. Swertschkoff in Schieissheim bei München. 8 photogr. Taf. auf Cartons, gr.-fol. (Musterblätter der Firma)